# Gonnelieu
Gonnelieu település Franciaországban, Nord megyében. Lakosainak száma 283 fő (2022. január 1.). Gonnelieu Villers-Plouich, Villers-Guislain, Banteux és Gouzeaucourt községekkel határos.

## Népesség
A település népességének változása:
| Lakosok száma | 486  | 900  | 1008 | 845  | 682  | 372  | 273  | 339  | 309  | 283  |
|               | 1793 | 1841 | 1861 | 1886 | 1911 | 1936 | 1975 | 2011 | 2017 | 2022 |